# Matricaria subpolaris
Matricaria subpolaris là một loài thực vật có hoa trong họ Cúc. Loài này được (Pobed.) Holub mô tả khoa học đầu tiên năm 1977.